# Camponotus confucii
Camponotus confucii är en myrart som beskrevs av Auguste-Henri Forel 1894. Camponotus confucii ingår i släktet hästmyror, och familjen myror. Inga underarter finns listade.